# Schmidt-Bleibtreu-Straße 38 (Mönchengladbach)

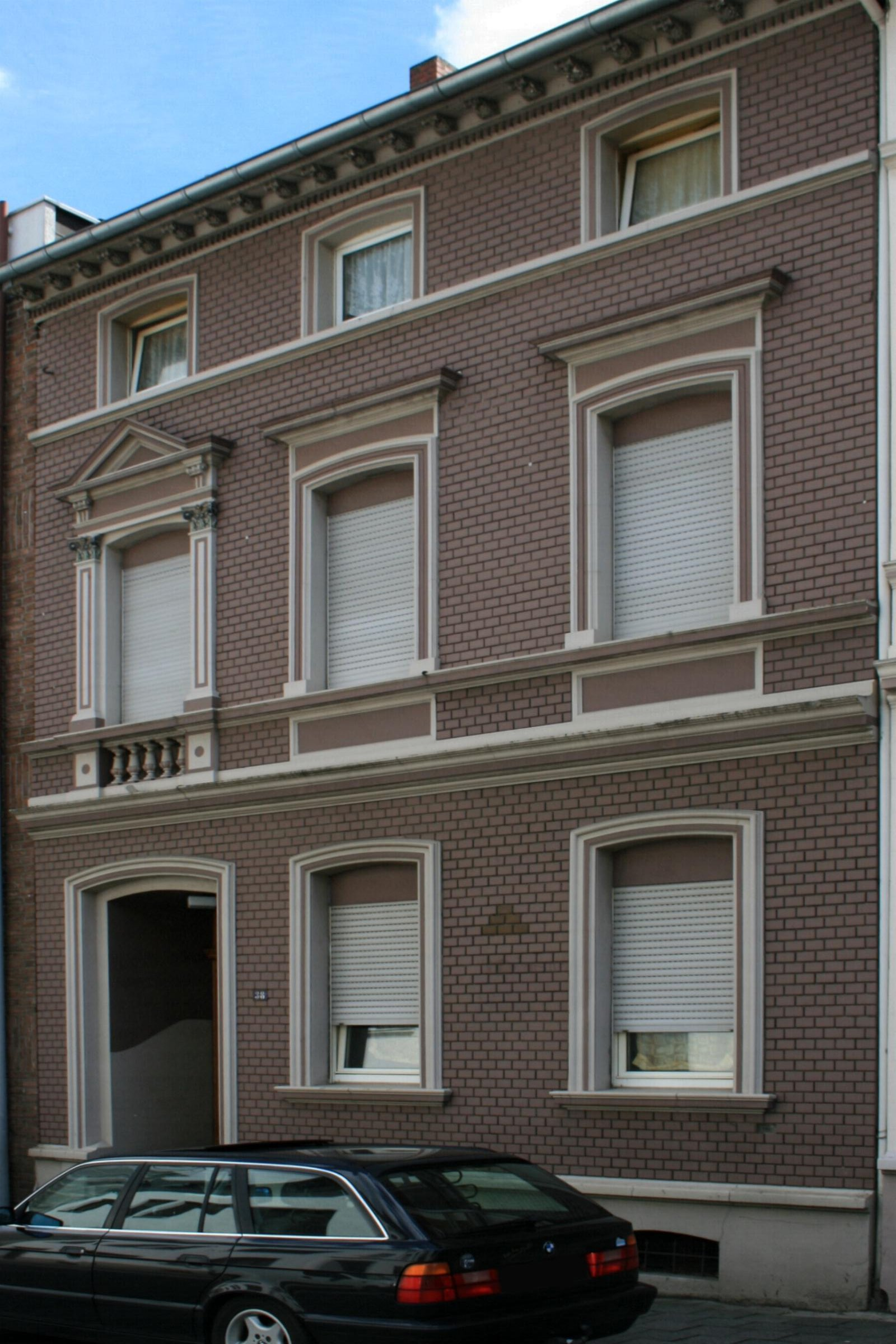
Wohnhaus

Das Wohnhaus Schmidt-Bleibtreu-Straße 38 steht im Stadtteil Odenkirchen in Mönchengladbach (Nordrhein-Westfalen).
Das Gebäude wurde um die Jahrhundertwende erbaut. Es ist unter Nr. S 020 am 15. Dezember 1987 in die Denkmalliste der Stadt Mönchengladbach eingetragen worden.

## Architektur
Die Schmidt-Bleibtreu-Straße liegt im Stadtteil Odenkirchen. Haus Nr. 38 liegt innerhalb einer geschlossenen Straßenrandbebauung die heute noch ein weitgehend erhaltenes Gesicht gründerzeitlichen Bauens zeigt. Es handelt sich um ein zweieinhalbgeschossiges Dreifensterhaus aus der Zeit der Jahrhundertwende mit einem Satteldach. Das Objekt ist als Bürgerwohnhaus und aufgrund seines Standortes schützenswert.